# Alkonost (banda)
Alkonost é uma banda banda russa de folk metal épico, banda esta que foi formada em Naberejnye Tchelny, no Tartaristão, na Rússia, em 1995. O nome da banda remete ao pássaro do paraíso na Mitologia Eslava, pássaro este que possui rosto de mulher e corpo de ave, personificando a vontade de Deus, para a Igreja Ortodoxa Russa.

## História

### 1996 - 1999
A banda Alkonost foi formada em agosto de 1996, por Andrey Losev (Elk), um baixista e guitarrista que anteriormente havia feito parte de grupos como Mourning Beads, Molestation e Canonis. Foi Losev quem decidiu que a sonoridade de sua nova banda deveria girar em torno de melodias que remetessem ao folclore russo, mas também às tradições medievais europeias. Ao mesmo tempo em que desenvolvia tais ideias, Losev procurou por outros músicos, que estivessem dispostos a levar adiante a ideia de formar um grupo musical. Desta forma, o Alkonost foi formado, tendo como integrantes: Andrey Losev (guitarra), Alexey Solovyov (baixo) e Sergey Medvedev (guitarra). Contudo, pouco depois, Sergey Medvedev deixou a banda, em 1997 mesmo após ter gravado a música «Shadows of Dark Days», que foi incluída na primeira demo da banda. No mesmo ano, o álbum-demo  «Shadows of Glory», foi gravado. Raja, vocalista da banda russa Cerberus, que fez as vocalizações por ocasião das gravações, atuou como vocalista durante as apresentações ao vivo; sem um baterista, durante estas apresentações, a banda fazia uso de uma caixa de ritmos. Os membros da banda não se mostravam nada satisfeitos com tal situação, de modo que decidiram interromper as apresentações ao vivo e se concentrar nas gravações de seu primeiro álbum.
O álbum foi gravado ao longo de dois anos. Sucessivas tentativas de encontrar um vocalista resultaram sem sucesso e, desta forma, Alexey Solovyov começou a cantar. Ainda naquele período, o baterista Vladimir Lushin se juntou ao grupo. Assim, a formação do Alkonost passou a ser: Andrey Losev na guitarra, Alexey Solovyov no baixo e vocal e Vladimir Lushin na bateria. Com esta formação, a banda se apresentou no festival “the End of the World-2”, em 12 de dezembro de 1998, ao lado de bandas como Miscreant, Molestation e Pannychida. Por aquela época, o Alkonost começou a se apresentar em shows com certa regularidade. Então, em 1999, a banda incluiu em sua formação a tecladista Almira Fatkhullina.

### 2000 - 2004
Em 26 de janeiro de 2000, o Alkonost apresentou seu primeiro álbum completo, batizado como “Songs of the Eternal Oak”, contendo seis músicas ao longo de exatos 43 minutos; o trabalho foi gravado inicialmente em fita cassete, em maio, e lançado, simultaneamente, por um selo Letônia e por uma gravadora da Alemanha. A seguir, o Alkonost participou de diversos festivais na Rússia. Contudo, devido a vários problemas técnicos, a banda fez uma pausa em seus shows ao vivo, em outubro de 2000. Por outro lado, continuaram a criar músicas e gravaram “Spirit Tending to Revolt”, uma nova demo, cujo lançamento foi adiado pelo estúdio por quase um ano. Posteriormente, o baterista Vladimir Lushin deixou a banda, sendo substituído por Anton Chepigin, ex-integrante das bandas Cerberus e Flaming Hate. Ao mesmo tempo, a parte vocal da música do Alkonost mudou drasticamente – a vocalista Alyona Pelevina se juntou ao grupo e começou a cantar, trazendo vocalizações femininas limpas, ao invés de apenas vocalização masculina gutural. O idioma utilizado nas músicas também sofreria alterações: passou do inglês para o russo. A temática das Letra (música) também sofreu alterações, passando a ser cantadas em russo. A partir de abril de 2001, o Alkonost voltou a se apresentar ao vivo, sendo suas primeiras apresentações nas cidades de Naberezhnye Chelny, Mendeleevsk e Kazan, bem como uma participação no festival “Iron March 2”, na cidade russa de Ufa. Em agosto daquele mesmo ano, a banda finalizou a gravação de uma demo, batizada como “Nevedomye Zemli”.
Em 31 de julho de 2002, devido aos esforços da Beverina Productions e da Ketzer Records, o album “Songs of the Eternal Oak” foi lançado na forma de Compact Disc, contendo o “Songs of the Eternal Oak”, a demo “Spirit Tending to Revolt”, e ainda dois videoclipes. Este lançamento foi um sucesso comercial, atingindo a posição 7.5, num ranking até 10, na revista Alemanha “Rock Hard”. O ano de 2003, para o Alkonost, seria marcado pela gravação de um novo álbum, além de participações em diversos festivais, como o Rock Line e o Chronos Fest. Em setembro daquele ano, o guitarrista Dmitry Sokolov se juntou à banda e o Alkonost teve, no ano seguinte, seu álbum lançado na Rússia, pela Soyuz Music, e o grupo participou de diversos festivais de heavy metal no exterior e em seu próprio país. Em novembro do mesmo ano, a banda lançou seu álbum “Between the Wolrds”, contendo oito músicas, sendo sete em inglês e uma em russo.

### 2005 - 2007
Em 2005, o Alkonost realizou nova turnê, excursionando por cidades como Ufa, Kazan, Izhevsk, Yoshkar-Ola, Nizhny Novgorod, entre outras. No mesmo ano, a banda ganhou, pela segunda vez, a premiação “Zhivoye Peklo”, na categoria “Best Rock Group of the Year”. Contudo, pela mesma época, o Alkonost enfrentou alguns problemas: o planejado álbum “Mezhmirie” (a versão russa do álbum “Between the Worlds”) acabou não sendo gravada e seu manager, D. V. Tyunev, foi demitido. Após estes eventos, a banda deu início às gravações do vindouro álbum “Pout' Neproydenny” (O Caminho Que Nunca Foi Feito). Após isto, em 2006, a nova gravadora da banda, o selo Metalism Records, lançou ambos os álbuns. Posteriormente, foi organizada uma turnê, passando por várias cidades da Rússia. O resultado foi um grande sucesso e o lançamento foi recebido com vários elogios.
Após a conclusão da turnê, o Alkonost se preparou para gravar novas canções quase imediatamente, simultaneamente regravando seu álbum “Songs of the Eternal Oak”, desta vez com letras no idioma russo. Em 2006, o Alkonost celebrou seu décimo aniversário realizando uma das melhores apresentações de sua cidade natal, tendo sido vista por cerca de 1.000 pessoas. Após isto, a banda foi a Moscou, onde finalizou os trabalhos em torno das gravações do álbum “Pesni Vechnogo Dreva”  (Canções de Um Juramento Eterno), num estúdio moscovita. Os vocalistas das bandas Svarga e Rarog tiveram presença nestas gravações, atuando como músicos participantes. O álbum foi gravado pela Metalism Records. Então, a banda começou nova turnê, gravando muitos shows na Ucrânia. Após a finalização desta turnê, os músicos voltaram ao estúdio para gravar um novo álbum, batizado como “Kamennogo Serdtsa Krov'” (Sangue do Coração de Pedra). O álbum incluia velhas canções compostas entre 1995 e 1997, bem como sobras de estúdio da época do álbum “Pout' Neproydenny”. Além disso, nada menos que 8 vocalistas participaram das gravações.
Em 2007, o Alkonost gravou alguns shows, juntamente com a banda Master, bem como com o grupo Znich, em um festival de folk music, em Minsk. No outono, a banda participou de uma turnê europeia, juntamente com a banda Arkona, uma das mais famosas da Rússia. No final daquele ano, o Alkonost ainda realizou vários shows na Rússia, até mesmo no enclave de Kaliningrado.

### 2008 - 2009
Em 2008, o Alkonost deu início a uma nova turnê na Rússia e, em abril de 2009, pelo continente europeu, se apresentando na Polônia, Eslovênia, Holanda, Alemanha, Eslováquia, República Tcheca, entre outros países, tendo ainda participado do Ragnarok Fest, realizado na Alemanha, em 17 e 18 de abril. No festival, o Alkonost tocou ao lado de grupos como o Einherjer, Korpiklaani, Týr, Thyrfing, Månegarm, Melechesh, entre outros. Ao longo de 2009, o Alkonost esteve ocupado por ocasião das gravações de seu novo álbum, realizando somente alguns shows ocasionais na Rússia.

### 2010 – 2013
Em 2010, a longa espera por um novo álbum chegou ao fim, quando foi lançado, por um selo alemão, o álbum “Na Kryliakh Zova” (Sobre As Asas Do Chamado). Pela mesma época, Aleksey Solovyov deixou a banda. O Alkonost concentrou esforços na gravação de seu próximo álbum de estúdio, ocasionalmente realizando shows isolados na Rússia e Ucrânia. No hiato entre 2011 e 2012, o Alkonost viu-se desfalcado de Almira Fatkhullina, Alyona Pelevina, Anton Chepigin e do baixista/vocalista Vladimir Pavlik, que deixaram a banda. O posto de vocalista passou a ser ocupado, em 2012, por Ksenia Pobuzhanskaya; Maxim Shtanke se juntou também à banda e assumiu o posto de baixista, bem comom o de segundo vocalista. No mesmo ano, a banda continuou sua turnê e participou de vários eventos, como o Moto-Maloyaroslavets, Invasion, Fire Fest Festivals e o Carpathian Alliance Metal Festival, este úlrimo no Reino Unido. Também foi realizada uma nova e modesta turnê, passando por algumas cidades da Ucrânia.

### 2013-2015
Para o Alkonost, o ano de 2013 foi marcado pela gravação de um novo álbum, de nome “Skazki Stranstviy” (Contos de Delírio) e uma grande turnê de suporte. Em um mês e meio, o Alkonost realizou shows em pelo menos 30 cidades da Rússia. Três anos depois, a banda se apresentou em um grande festival, o Folk Summer Fest. Nesta ocasião, o Alkonost se apresentou ao lado de bandas como Korpiklaani, Melnitsa, Arkona, Tanzwut, Finntroll, etc. Durante a turnê por cidades russas, em 2014, o Alkonost gravou um único single, de nome “Rusalka” (sereia), que foi calorosamente recebido por seus fãs. Em 2015, Maxim Shtanke e Dmitry Sokolov deixaram a banda. Foram temporariamente substituídos por Vitold "Vitold" Buznayev (baixo e vocal) e Danila Pereladov (guitarra). O Alkonost continuou em viagem por um tempo, participando de uma turnê mundial, por conta do lançamento de um álbum em homenagem à banda britânica Paradise Lost (nesta ocasião, o Alkonost gravou a música “Mouth”, do Paradise Lost)[carece de fontes?] e um álbum tributo à banda russa Butterfly Temple. A versão inglesa do álbum “Skazki Stranstviy” foi gravada em fins de 2015, em dois selos distintos: o letão Beverina (disco de vinil) e o russo Sound Age (CD). Em dezembro de 2015, a banda lançou um vídeo para a versão acústica acústica da canção “Rusalka”.

### 2016 – atualidade
No início do verão de 2016, o selo letão Beverina relançou o álbum “Kamennogo Serdtsa Krov'” em vinil. Em maio de 2016, uma edição de colecionador, na forma de mini-vinil, contendo apenas a música “Rusalka”, foi lançado em quantidade extremamente limitada: apenas 21 cópias. Ainda em 2016, Rustem Shagitov se juntou ao Alkonost, como baixista, e Pavel Kosolapov se retirou do grupo, deixando vago o cargo de guitarrista e vocalista. A banda continuou a se apresentar ao vivo, ativamente, participando de vários eventos, como o Folk Winter Fest, o Zhivoe Peklo, o Folk Summer Fest 2016, bem como muitos outros festivais. Em fins de 2016, a banda se lançou em turnê por países europeus e ainda encontrou tempo para gravar e lançar o álbum “Pesni Beloy Lilii”, que foi lançado em 5 de outubro de 2016.
Em 3 de março de 2017, o Alkonost realizou um show para comemorar seu aniversário de 20 anos, se apresentando com duas formações distintas: a atual e a clássica. Em 17 de março do mesmo ano, o Alkonost assinou um contrato de três anos com o selo Sleasly Rider Records para a gravação do álbum “Pesni Beloy Lilii” em CD para distribuição na Europa. Em 5 de setembro de 2017, a música “Tropa k Vesne” (Caminho Para o Verão) foi distribuída na Internet.
Em 1 de abril, uma edição limitada da música “Listopad” (cair da folha) foi igualmente posta à disposição do público, pela Internet. Após este período, a banda se lançou em nova turnê pela Europa. Visitaram vários países, como Polônia, Eslováquia, República Tcheca, Hungria, Romênia e Sérvia.
Em 30 de agosto de 2018, uma edição da música “Vrata Zimi” (portões do inverno) foi lançada na internet. Em 8 de outubro de 2018, o single “Paporotnik” (Feto) foi lançado, pouco antes do lançamento de um álbum que, conforme foi anunciado, estava sendo preparado. Este álbum, batizado como "Octagramma", foi lançado em 21 de outubro] de 2018. Contendo nove faixas, o álbum não trazia a participação de vocalizações masculinas em nenhuma delas; como de hábito, todas as músicas cantadas em russo e, desta vez, dando maior ênfase às vocalizações operísticas.

## Influências

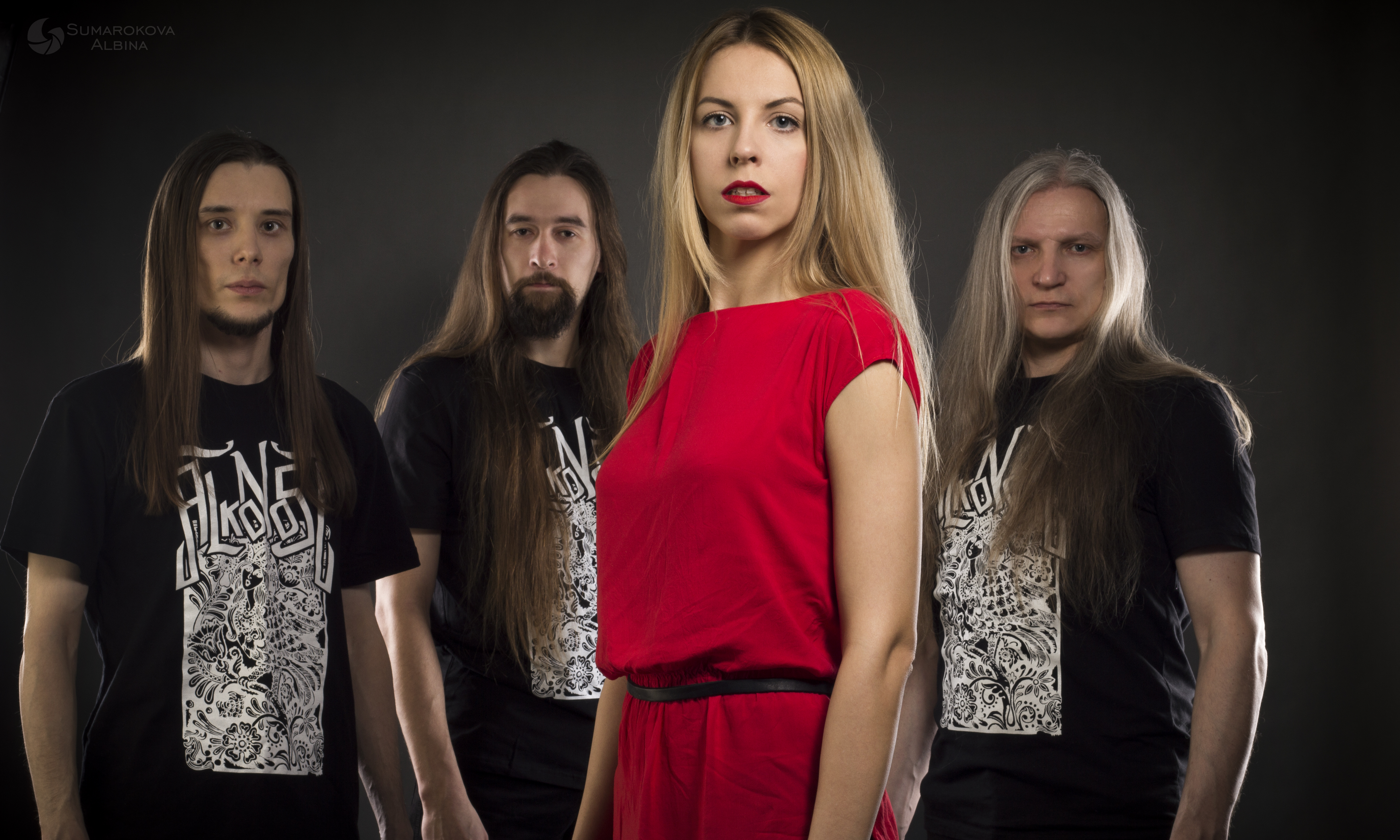
Alkonost em 2016

As músicas do Alkonost têm como tema habitual o paganismo e a mitologia (que evoca as primeiras tribos eslavas) e sua sonoridade é basicamente folk metal mesclado com arranjos e riffs que remetem ao power metal, black metal e metal sinfônico. As linhas vocais são caracterizadas por vocalizações masculinas guturais e femininas operísticas (algo típico do heavy metal sinfônico). Em algumas canções, a banda deixa claro, ainda, que é influenciada pelo doom metal.

## Popularidade
A banda é mais conhecida entre os fãs de heavy metal de seu país de origem. Contudo, sua música tem sido compartilhada e comentada na internet, em vários países, particularmente no Norte da Europa e no Reino Unido. A banda, inicialmente, tinha contrato assinado com a gravadora Metalism Records, a mesma que já havia lançado trabalhos de grupos como NeNasty, Tenochtitlan e Holy Dragons, sendo as músicas, em seus álbuns, cantadas predominantemente em russo. Em 2007, a banda realizou grande número de apresentações em outros países, completando uma turnê que passou por países como Ucrânia, Belarus, Eslováquia e República Tcheca, onde a banda foi recebida de modo particularmente caloroso.

### Informações adicionais
- Em 1997, Anton Chepigin já havia fundado a banda Eldenhor e, mesmo após sua entrada no Alkonost, manteve seu grupo anterior, como um projeto paralelo.<
- A banda mantém posições não-políticas e anti-racistas, tanto em sua postura quanto nas letras de algumas de suas músicas.
- Em 2016, o Alkonost participou de um álbum que foi lançado como tributo à banda britânica Paradise Lost. A música executada pelo Alkonost foi Mouth, que o Paradise Lost incluira no álbum “Believe In Nothing”.

## Discografia

### Álbuns de estúdio
- 2000 Songs of the Eternal Oak
- 2004 Between the Worlds (álbum)
- 2006 Межмирье || Mezhmirie (Between the Worlds)
- 2006 Путь непройденный || Pout' Neproydenny
- 2007 Песни вечного древа || Pesni Vechnogo Dreva
- 2007 Каменного сердца кровь || Kamennogo Serdtsa Krov'
- 2010 На крыльях зова || Na Kryliakh Zova
- 2013 Сказки странствий || Skazki Stranstviy
- 2016 Песни белой лилии || Pesni Beloy Lilii
- 2018 Октаграмма' || Oktagramma

### Compilações
- 2001 ||   || Memories || consiste of Shadows of Glory, Shadows of Timeless e Spirit Tending to Revolt
- 2002 Alkonost || consiste de Songs of the Eternal Oak com Spirit Tending to Revolt
- 2004 Родная земля || Rodnaya Zemlia (A Terra Nativa) || consiste do álbum Between the Worlds e duas faixas ao vivo

### Demos
- 1997 Shadows of Glory
- 1997 Shadows of Timeless
- 2000 Spirit Tending to Revolt
- 2001  Неведомые земли || Nevedomye Zemli (Terras Desconhecidas)
- 2019  Лента на ветру

### DVDs
- 2008 У стен Арконы || Ou Sten Arkony (em frente aos muros do Vale Arkona)
- 2008 Live in Moscow || Split Månegarm / Alkonost / Kalevala